# Kirchenruine Schorssow

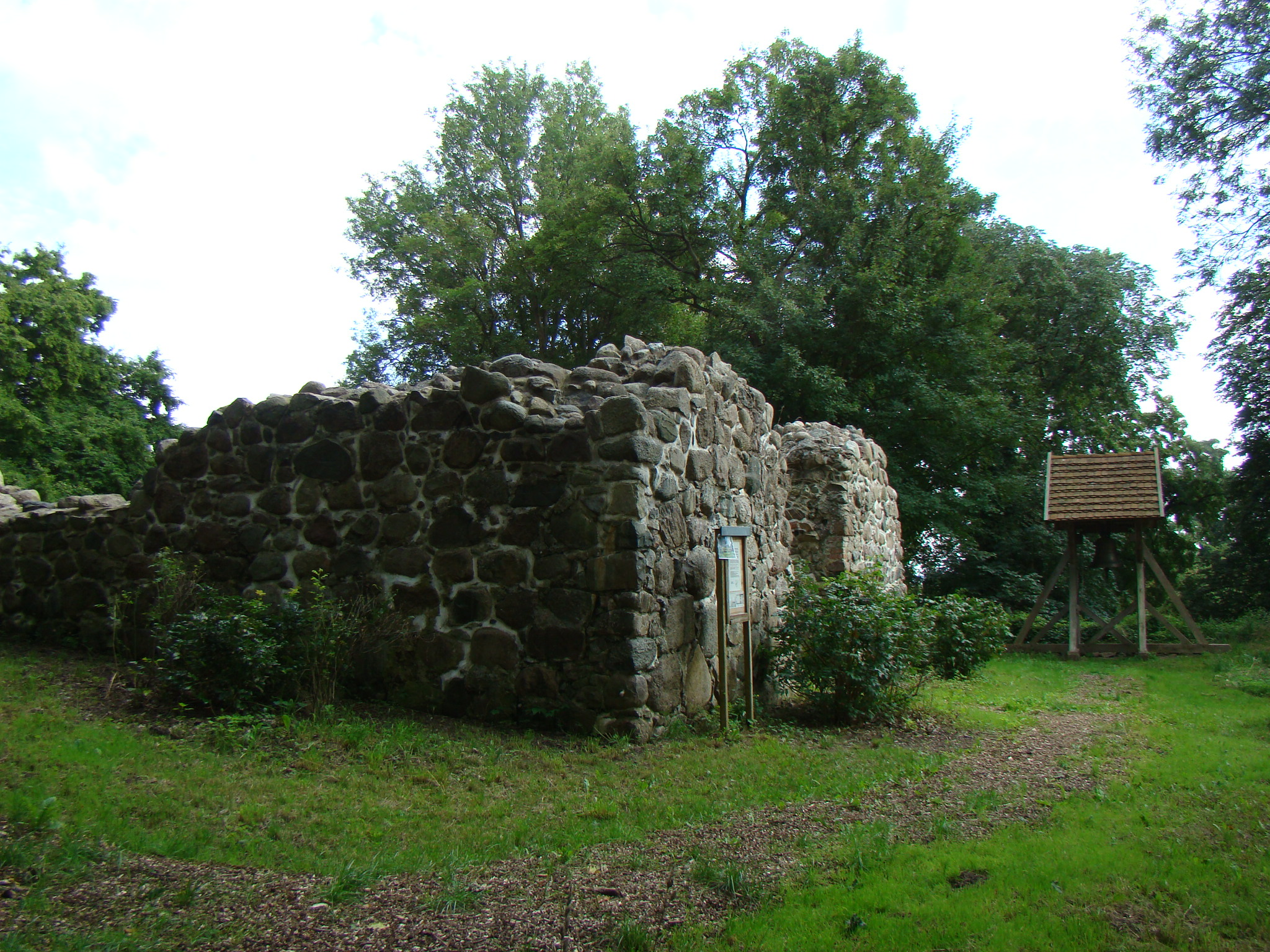
Kirchenruine Schorssow

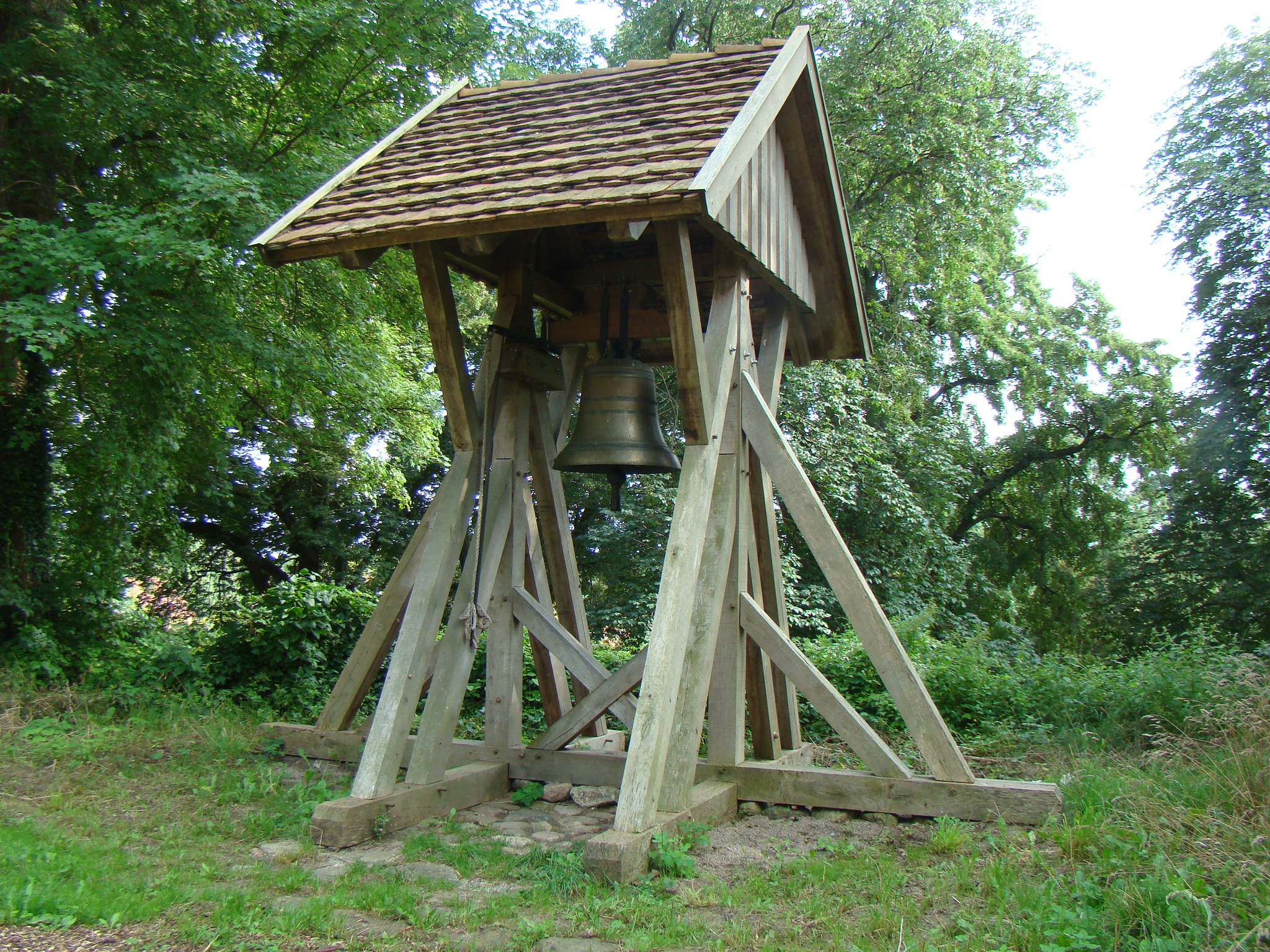
Glockenstuhl

Die Kirchenruine in Schorssow im Landkreis Rostock in Mecklenburg-Vorpommern ist die Ruine einer mittelalterlichen Kirche, die bereits um 1520 im Zuge von Besitzauseinandersetzungen zerstört wurde.

## Geschichte
Die Kirche wurde in der Mitte des 14. Jahrhunderts als Filialkirche der Kirche in Dahmen errichtet. Das Kirchenpatronat hatte der erste urkundlich belegte Lehnsherr von Schorssow, Heinrich von Moltzan. Einer seiner Söhne ließ die Kirche im späten 14. Jahrhundert um den Chor erweitern. Erstmals urkundlich erwähnt wurde die Kirche im Jahr 1403 anlässlich der Einweihung einer Vikarie und eines Sühnealtars, der an einen in Faulenrost von Malchiner Bürgern als Raubritter erschlagenen Moltzan-Sohn erinnerte.
Die Kirche wurde aus Feldsteinen errichtet. Gemäß der Mauerbefunde hatte der einschiffige Saal einen annähernd quadratischen Grundriss und kleine romanische Rundbogenfenster. Der fast gleich große Chor mit weitgespanntem Triumphbogen hatte schon gotische Fenster und ein Kreuzrippengewölbe.
Im Zuge der Auseinandersetzung um den Besitz von Schorssow zwischen Vollrath Preen, dem Schwiegersohn Bernd von Moltzans, und seinen Schwagern ließ Preen um 1520 die Kirche einreißen.
Trotz der Zerstörung der Kirche verblieb bis zum Dreißigjährigen Krieg ein Glockenstuhl mit drei Glocken bei der Kirchenruine. Der Schorssower Gutsherr Ehrenreich von Moltke und seine Frau Catharina Hedwig von Voß stifteten 1696 eine neue Glocke und einen Glockenstuhl für zwei Glocken, der innerhalb der Ruine aufgestellt wurde, da der Außenbereich inzwischen wieder als Kirchhof fungierte. Die Glocken in der Ruine verblieben dort, bis sie 1944 zu Rüstungszwecken abgeliefert werden mussten.
In den Jahren 2001 und 2002 fanden umfangreiche Sanierungsmaßnahmen an der Kirchenruine statt. Dabei wurde auch ein neuer Glockenstuhl aufgestellt und mit einer neuen, bei der Glockengießerei Bachert in Heilbronn gegossenen Glocke ausgestattet.